# Cade Cunningham
Cade Cunningham (Arlington, Texas, Estats Units; 25 de setembre de 2001) és un jugador de bàsquet estatunidenc que juga com a base i escorta en els Detroit Pistons de l'INBA.

## Biografia
Cade Cunningham va nàixer a la ciutat texana d'Arlington. De menut va jugar al futbol americà com quarterback, la qual cosa, va afirmar, li va ajudar a ser millor passador i líder en bàsquet.
A final de l'última temporada a l'institut va ser guardonat amb el Naismith Prep Player of the Year Award i va ser seleccionat per al McDonald's All-American Game i el Jordan Brand Classic, però tots dos partits van ser cancel·lats a causa de la pandèmia de COVID-19.
Va rebre ofertes dels programes de bàsquet de les universitats de Kentucky, North Carolina i Duke, però es va decantar per disputar la National Collegiate Athletic Association amb els Oklahoma State Cowboys, ja que el seu germà Cannen va ser contractat com a entrenador assistent.
Cunningham va ser membre de la selecció nord-americana que va guanyar la medalla d'or en el Campionat Mundial de Bàsquet Sub-19 de 2019 que es va celebrar a Grècia. Va fer una mitjana de 11,7 points, 4,9 rebots i 5,7 assistències al llarg del torneig i va anar el màxim anotador de la final amb 21 punts, en la qual els Estats Units van vèncer per 93-79 a Mali.
Es va inscriure al Draft de la NBA del 2021, sent considerat el principal candidat a ser elegit en la primera elecció, que li pertocava als Detroit Pistons, com finalment ocorregué.